# Trigon (Band, Republik Moldau)
Trigon ist eine der wohl bekanntesten Jazzbands aus der Republik Moldau. Das Trio um Violinisten Anatol Ștefăneț (ausgesprochen: 'Schtefänietz') wurde 1992 gegründet und hat seitdem mehrere Alben veröffentlicht. Die Besetzung hat sich immer wieder um Ștefăneț herum verändert, sodass Trigon inzwischen aus vier Musikern besteht.
International hat sich die Ethno-Jazz-Band, unter anderem mit Auftritten beim Hamburg Jazz Festival 1998 und dem Novi Sad Old Gold Jazz Festival 2001 sowie auf mehreren Tourneen, einen Namen gemacht.

## Diskografie
- 1994: The Moldovan Wedding in Jazz (Silex, Frankreich)
- 1998: Oglinda (Der Spiegel) (Jaro Medien, Deutschland)
- 2000: Free Gone (Boheme, Russland)
- 2001: The Voice of My Earth (Green, Rumänien)